# بولص فرج رحو
المطران بولص فرج رحو هو أحد أساقفة الكنيسة الكلدانية الكاثوليكية، كان مطراناً في مدينة الموصل العراقية. اختطف من قبل جماعة من المسلحين بتاريخ 29 شباط/فبراير 2008 وذلك في منطقة النور السكنية شرق مدينة الموصل، حيث جرت واقعة الخطف بعد أن أنهى المطران (65 عاماً) طقوس صلاة «درب الصليب» (التي تقام خلال صوم عيد القيامة) وكان في طريق مغادرته للكنيسة فتعرض له مجهولون وأطلقوا النار على سيارته مما تسبب في مقتل سائقه واثنين من مرافقيه واختطافه هو. وفي يوم 13 آذار/مارس 2008 عثر على جثة المطران قرب مدينة الموصل ولم تحدد بشكل رسمي الجهة التي أقدمت على خطفه ولا سبب وفاته.

## لمحة عن حياته
ولد بولص رحو بتاريخ 20 كانون الأول/ديسمبر عام 1942 لوالديه اسطيفان رحو ووالدته مادلين سموعي يعقوب السقا، وقد كان الأصغر بين أشقائه الأربعة وشقيقاته الثلاث. أتم دراسته الابتدائية في مدرسة شمعون الصفا في مدينة الموصل شمال العراق، ومن بعدها المرحلة الثانوية في المعهد الكهنوتي التابع لكنيسته (إكليريكية شمعون الصفا الكهنوتية البطريركية) وذلك بين عامي 1954 و1960، وأيضاً في العاصمة بغداد بين عامي 1960 و1965، ومن ثم انشغل في دراسة الفلسفة واللاهوت في المعهد المذكور سابقاً.
أكمل دراسته في روما بين عامي 1974 و1976 حيث نال من كلية القديس توما الإكويني للآباء الدومينيكان ليسانس في علم اللاهوت الرعوي. بتاريخ 10 كانون الثاني/يناير 1965 سيم كاهناً (قسيساً) في بغداد، وفي يوم 16 شباط/فبراير 2001 رُفِّع إلى منصب أسقف في الكنيسة الكلدانية الكاثوليكية وتولى مهام رعاية أبرشية الموصل.
كانت له نشاطات رعوية واجتماعية كثيرة، حيث أسس جماعة المحبة والفرح لذوي الاحتياجات الخاصة عام 1986 والتي تطورت لاحقاً لتصبح جماعة مسكونية في بعض كنائس العراق، وفي عام 1993 أوجد جماعة أصدقاء يسوع الخيرية لإعانات الأسر الفقيرة، وفي عام 1996 أنشأ جماعة أصدقاء الناصرة لمساعدة العوائل الجديدة، وفي العام التالي أنشأ واحة المحبة والفرح للعيش مع الإيتام، وبسبب علاقاته الواسعة مع مختلف أطياف الشعب العراقي اختير ليكون عضواً في مجلس أعيان الموصل. كتب المطران بولص رحو للمجلات المحلية الكثير من المقالات في المجالات الرعوية والثقافية، ووضع كتاباً عن كنيسة مار إشعيا برقو سري.
وكان رحو قد صرح في مقابلة أجرتها معه وكالة آسيا نيوز في شهر تشرين الثاني/أكتوبر عام 2007 بأن وضع المسيحيين في العراق يزداد صعوبة خصوصاً في منطقة الموصل، وأشار المطران إلى أن مسيحيي المنطقة هم عرضة لتهديدات مستمرة من قبل الجماعات الإسلامية المتطرفة، مؤكداً أن بقاء العراق ضعيفاً ومقسماً لا يخدم إلا أجندة بعض الدول الكبرى. وأشار رحو إلى أن المعاناة الحالية التي يعيشها العراقيين تشملهم جميعاً على اختلاف أطيافهم إلا أنها أكثر قساوة على المسيحيين الذين يجدون أنفسهم محاصرين بين خيارات محددة، فإما: الهجرة، اعتناق الإسلام، دفع الجزية أو الموت. وأضاف بأن ثلث المسيحيين غادروا الموصل بسبب الجماعات الإرهابية التي تتخذ من الدين ذريعة لجمع المال. وتحدث المطران أيضاً عن حادثة مقتل القسيس الكلداني رغيد عزيز كني الصيف الماضي على أيدي مجهولين.
| بولص فرج رحو | لقد تُركنا لنواجه الإرهابيين بمفردنا لكننا لم نفقد الرجاء | بولص فرج رحو |

 (المطران بولص فرج رحو لوكالة آسيا نيوز بتاريخ 26 تشرين الثاني/نوفمبر 2007 قبل ثلاثة أشهر من مقتله).
منذ بدء الاحتلال الأمريكي عام 2003 تأزم وضع المسيحيين في العراق بصورة كبيرة حتى أن لجنة الصليب الأحمر الدولي وصفته في مارس 2008 بأنه الوضع الإنساني الأسوء في العالم. فتكررت بشكل خاص حوادث اختطاف واغتيال رجال الدين المسيحي، كما حدث عام 2005 عندما وقع بولص اسكندر أحد قساوسة الكنيسة السريانية الأرثوذكسية بيد جماعة مسلحة في أحد شوارع الموصل، وطالب الخاطفين حينها بفدية دفعتها لهم أسرة القس إلا أن جثة الأخير وجدت بعد فترة ملقاة في شارع مقطوعة الرأس والأطراف. وفي مطلع عام 2005 خطف باسيل جورج القس موسى مطران كنيسة السريان الكاثوليك في العراق وأخلي سبيله فيما بعد. وفي كانون الأول/ديسبمر 2006 اختطف في بغداد سامي الريس الكاهن في الكنيسة الكلدانية وأطلق أيضاً، وبعد أيام من اختطاف الأخير أعلن عن مقتل القسيس البروتستانتي منذر الدير البالغ من العمر 69 عاماً. وفي 3 حزيران/يونيو 2007 تعرض قسيس كلداني يدعى رغيد كني لإطلاق نار من مجهولين قتل على إثره مع ثلاثة من الشمامسة بعد خروجهم من الكنيسة في مدينة الموصل.
وكان المطران رحو نفسه قد تعرض لمحاولة خطف أخرى عام 2005 ولكن خاطفيه أطلقوا سراحه حينها دون أن يتعرض للأذى. ومن الجدير بالذكر أن الكنائس العراقية التابعة لمختلف الطوائف لم تسلم هي الأخرى من الهجمات الإرهابية والتفجيرات بين الحين والآخر.

## خطفه ومقتله
قام مجهولون مسلحون بالهجوم على سيارة المطران فرج رحو بينما كان في زيارة رعوية في حي النور بالموصل بتاريخ 14 آذار/مارس حيث قتل سائقه ومرافقه وخطفوا المطران. وحدث هذا بعد عدة أشهر من مقتل القس رغيد كني وأربعة شمامسة آخرين في نفس المدينة. وكشفت شخصيات رسمية من الكنيسة الكلدانية بأن المطران بولص كان قد تعرض لطلق ناري في رجله عندما هاجمه الخاطفين ممطرين سيارته بسيل من الرصاص، وبعد أن ألقوه في مؤخرة سيارتهم تمكن من استعمال هاتفه الخلوي واتصل بمسؤولين من الكنيسة طلب منهم عدم دفع أي فدية لإطلاق سراحه لأنه سوف يتم استخدام المال لأذية المزيد من الناس.

### ردود الفعل على خطفه
كان خبر اختطاف المطران بولص رحو بتاريخ 29 شباط/فبراير 2008 قد أثار استهجان واستنكار الكثير من الشخصيات الدينية والسياسية في العراق والخارج مثل:
- البابا بينيدكتوس السادس عشر، ندد بعملية خطف المطران واصفاً إياها بالجريمة البشعة داعيا لإطلاق سراحه على الفور.
- ومن طرفه ناشد بطريرك الكنيسة الكلدانية الكاثوليكية الكاردينال عمانوئيل دلي الخاطفين لإطلاق سراح المطران رحو متمنياً أن يعم السلام المحبة في عموم أرجاء العراق.[12]
- وصرح البطريرك مار أدى الثاني رئيس الكنيسة الشرقية القديمة في بيان أصدره عشية اختطاف المطران رحو، صرح باستنكاره لعملية الخطف متمنياً أن يتم إطلاق سراحه حالاً.[13]
- ومن الكنيسة السريانية الأرثوذكسية أعرب المطران غريغوريوس يوحنا إبراهيم راعي أبرشية حلب عن أسفه وحزنه العميق لخطف المطران بولص رحو مناشداً خاطفيه إطلاق سراحه ليعود إلى كنيسته وإلى شعبه العراقي.[14]
- وفي بيان صحفي له أدان المطران عطا الله حنا رئيس أساقفة سبسطية للروم الأرثوذكس عملية الخطف معتبراً إياها «حادثة إجرامية ومأساوية» وأضاف «أن آلامنا وجراحنا في فلسطين لم ولن تنسنا جراح وآلام الشعب العراقي الشقيق» متمنياً عودة السلام والأمن لربوع البلدين.[15]
- واستنكر مجلس كنائس الشرق الأوسط عملية اختطاف المطران رحو على لسان أمينه العام جرجس إبراهيم صالح مشيراً إلى أن مثل هذه الأعمال تسيء لقيم العيش المشترك.[16]
- وفي رسالة بعثها إلى بطريرك الكنيسة الكلدانية أعرب رئيس الوزراء العراقي نوري المالكي عن أسفه الشديد لخطف المطران بولس رحو، وأعلم البطريرك بأنه أعطى توجيهاته لوزير الداخلية جواد البولاني ومسؤولي الأجهزة الأمنية في محافظة نينوى لبذل جهدهم في إطلاق سراح المطران.[17]
- كذلك طالبت هيئة علماء المسلمين الخاطفين بإطلاق سراح المطران، مشيرة إلى أن هذه العملية تخدم مشروع الاحتلال الأمريكي في زعزة الوحدة الوطنية وتفتيت وحدة المجتمع العراقي، وتابعت الهيئة في بيان لها بأن المسيحيين العراقيين هم جزء من الشعب العراقي ولهم من الحقوق مالغيرهم من أبناء هذه البلد.[18]
- ودعا المرجع الشيعي قاسم الطائي الخاطفين إلى الحفاظ على حياة المطران وإطلاق سراحه [19]، وقامت أيضاً مؤسسة شهيد المحراب الشيعية (التي أسسها السيد باقر الحكيم) بإصدار بيان تستنكر فيه عملية خطف المطران بولس فرج رحو واصفة خاطفيه بأعداء الشعب والوطن مطلبةً إياهم بإطلاق سراحه على الفور.[20]
- وأعربت المتحدثة باسم السفارة الأمريكية في بغداد ميرمبي نانتانغو عن استنكار بلادها لعملية الخطف.
- وكذلك أدان العملية ممثل الأمين العام للأمم المتحدة ستيفان دي مستورا.[21]
- ومن جهته استنكر الاتحاد الأوروبي بشدة في بيان صدر عنه خطف رحو ودعا الحكومة العراقية لبذل جهدها من أجل إطلاق سراحه.[22]
- ودعا أيضاً الأمير الحسن بن طلال الذي يتبوء رئاسة مجلس أمناء المعهد الملكي للدراسات الدينية، دعا الخاطفين لإطلاق سراح المطران مشيراً لأن عمليات الخطف والقتل لاتمت بصلة للإسلام بل إنها تسيء إليه.[23]
- واستنكر تيسير خالد عضو اللجنة التنفيذية لمنظمة التحرير الفلسطينية عضو المكتب السياسي للجبهة الديمقراطية لتحرير فلسطين عملية اختطاف المطران بولص معتبراً ذلك عملاً مسيئاً لقيم المحبة والتسامح.[24]
- وأدان مفتي الجمهورية اللبنانية الشيخ محمد رشيد قباني خطف المطران رحو محذراً من زج المسيحيين العراقيين في آتون الصراع القائم في العراق داعياً لإطلاق سراحه.[25]
- واستهجن المرجع الشيعي اللبناني محمد حسين فضل الله اختطاف المطران الكلداني مطالباً بإطلاقه وأضاف قائلاً: «ندعو الجميع للعمل على طمأنة المسيحيين في العراق، ليبقى هذا البلد ملتقى دينيا وإنسانيا لكل الاتجاهات والتيارات الدينية أو السياسية، وموقعا حضاريا لانفتاح الإسلام على جميع المواطنين بالرحمة والمحبة والحرية، وخصوصا أن العراق لم يشهد في كل تاريخه الوطني مثل هذه العمليات غير الإنسانية في الخطف والقتل والتشريد لكل أصناف المواطنين».[26]

### المفاوضات مع الخاطفين
في مساء يوم 2 آذار/مارس أبلغ المطران جرجس قس موسى راعي كنيسة السريان الكاثوليك في الموصل لوكالة ميسنا الكاثوليكية للأنباء بأنه تلقى اتصالاً هاتفياً من الخاطفين لبدء مفاوضات إطلاق سراح المطران بولص رحو دون أن يذكر مطالبهم، وأعرب قس موسى عن قلقه البالغ على حالة رحو الصحية الحساسة، حيث أشار إلى أنه بحاجة لتناول أدوية مهمة بشكل منتظم.
وكان جنرال أمريكي في العراق قد صرح بأنه من المحتمل أن الخاطفين يرغبون بالحصول على فدية مقابل إطلاق سراح المطران، وتابع الجنرال مارك هرتلينغ بأنه ليس واثق بأنه سيتم الإفراج عن رحو حياً، وقال «لا يمكن أن يقتل بسهولة وسيكون ذلك مخيباً للآمال بالفعل»، وأكد الجنرال بأن القوات الأمريكية والعراقية تقوم بالبحث عن المطران المختطف.
وفي حديث مع مسؤول من مطرانية الموصل علمت وكالة الأنباء الإيطالية (آكي) ببعض شروط الخاطفين ومنها (بحسب ذلك المسؤول) فدية قدرها مليون دولار زيدت لاحقا لتصل إلى مليونين ونصف، ثم تقدمت الجماعة الخاطفة بثلاث شروط على الكنيسة اختيار أحدها لتساهم في عملية «الجهاد» دون إعطاء ضمانات بإطلاق صراح المطران بولص، وتلك الشروط هي:
1. الضغط على حكومة كردستان العراق لإطلاق سراح محتجزين عرب لديها.
2. توفير أسلحة متطورة «للمجاهدين» وإخفاءها في الكنائس.
3. تقديم متطوعين مسيحيين ليقوموا بعمليات انتحارية.

وبحسب اعتقاد نفس المصدر المسؤول فأن الجماعة التي خطفت رحو وطلبت فدية المليون دولار الأولى سلمت المطران بعد تدويل القضية لجماعة «أكثر احترافية منها» لتكمل عملية التفاوض بدلاً عنها، وقامت هذه الأخيرة بتقديم الشروط الآنفة الذكر للكنيسة 
وبعد العثور على جثمان رحو صرح العميد خالد عبد الستار الناطق باسم شرطة محافظة نينوى بأن محادثات قد جرت بين الخاطفين وأشخاص مقربين من المطران المختطف طلبوا خلالها فدية قدرها مليون دولار، وأكد أندراوس أبونا مساعد البطريرك الكلداني بأنه جرت بالفعل مفاوضات بين الجماعة الخاطفة ومسؤولين رسميين من الكنيسة لإطلاق سراح المطران ولكنه نفى علمه بموضوع الفدية.

### العثور على جثته
بتاريخ 13 آذار/مارس بعد قرابة الأسبوعين من اختطافه وجدت جثة المطران بولس فرج رحو مدفونة في مقبرة، وبحسب موقع قناة عشتار الفضائية فأن الخاطفين أعلنوا من خلال اتصال هاتفي موت المطران وبأنهم قاموا بدفنه في مقبرة قرب الموصل، وبعد أن عثر موظفي الكنيسة على جثمانه في المكان المذكور تم نقله إلى دائرة الطب العدلي للفحص، وأكدت الشرطة العراقية في وقت لاحق من ذلك اليوم بأنه عُثر فعلاً على الجثة دون ذكر معلومات عن هوية القاتل أو القتلة أو عن كيفية الوفاة، إلا أن تقارير إخبارية أشارت إلى احتمال موته بسبب المرض وليس قتلاً حيث لم تظهر على الجسد آثار تعذيب أو طلق ناري، وبحسب الشرطة العراقية فأنه من حالة الجثة يستدل بأنه ربما قد مضى على الوفاة أسبوع على الأكثر، بينما تحدثت وكالة الأنباء الكاثوليكية الإيطالية «اس أي آر» عن إبلاغ الخاطفين لمسؤولي الكنيسة يوم الأربعاء بتردي حالة المطران الصحية ومن ثم أعلموهم بوفاته.
وأعلنت مطرانية الكلدان في الموصل لوكالة الأنباء الإيطالية (آكي) بأن جثمان المطران سوف يدفن في مقبرة بلدة كرمليس في ضواحي الموصل، وأكد مصدراً لها بأنه بات من المؤكد أن بولص رحو قد توفي إثر أزمة قلبية، خاصة أنه كان يعاني من هذا المرض وتمكن سابقاً وبصعوبة من تجاوز جلطتين قلبيتين، إلا أن الحالة النفسية الصعبة والضغط الشديد الذي تعرض له في أيامه الأخيرة ساهما بإصابته بجلطة جديدة كانت قاتلة هذه المرة. وصرح مصدر أمني من شرطة نينوى بأنه كان قد تم العثور على جثة المطران في منطقة حي الانتصار بالموصل.
وفي يوم الجمعة 14 آذار/مارس تم تشييع المطران بولص رحو في كرمليس بحضور الكادرينال عمانوئيل دلي وممثلين عن باقي الطوائف الدينية وشخصيات سياسية واجتماعية مختلفة، واحتشد في المكان عدد كبير من العراقيين المسيحيين من مختلف المناطق للمشاركة في الجنازة، ورافق حرس مسلحين موكب المشيعين الذين كانوا يحملون الشموع والأزهار. وخلال مراسيم التشييع بدا التأثر الشديد على عمانوئيل دلي الذي بكى الميت ودعا أبناء رعيته لعدم الأخذ بالثأر للمطران فهم «مجبرين على السير في طريق السلام» بحسب تعبيره، تحدث بعدها البطريرك عن مناقب المطران بولص، وبعد طقس الصلاة الذي استمر مدة ساعتين دفن الجثمان في كنيسة مار أدى.

### ردود الفعل بعد وفاته
- قام البابا بينيدكتوس السادس عشر بعد بلوغه خبر وفاة المطران بولص رحو يوم 13 آذار/مارس بإرسال برقية تعزية للكاردينال عمانوئيل دلي بطريرك الكنيسة الكلدانية الكاثوليكية جاء فيها:[36]

| بولص فرج رحو | بعد أن تلقيت نبأ الوفاة المأساوية للمطران بولس فرج رحو الذي اخُتطف في 29 من شباط فبراير الفائت، أود التعبير عن قربي من الكنيسة الكلدانية والجماعة المسيحية بأسرها وأؤكد شجبي لعمل عنيف لاإنساني يهين كرامة الكائن البشري ويضر بقضية التعايش الأخوي للشعب العراقي الحبيب. فيما أؤكد على صلواتي الحارة لراحة نفس الراعي الغيور الذي خُطف في ختام الاحتفال برتبة درب الصليب، أسال الرب رحمته كيما يساعد هذا الحدث المأساوي في بناء مستقبل سلام في أرض العراق المعذب | بولص فرج رحو |

- وطالب مجلس كنائس الشرق الأوسط في بيان صدر عنه يوم الجمعة 14 آذار/مارس من السلطات العراقية بذل جهدها في التحقيق في قضية مقتل المطران بولص رحو وتقديم الحقيقة كاملة، ودعا المجلس كافة المرجعيات العراقية والعربية لرفع صوتها في استنكار الحادث وللدفاع عن العيش المشترك بين أبناء الديانتين المسيحية والإسلامية.[37]
- وبعث رئيس الوزراء العراقي نوري المالكي بدوره رسالة للكاردينال عمانوئيل دلي يعزيه فيها بوفاة رحو مؤكداً بأن خاطفيه لن يفلتوا من حكم العدالة.[38] وبحسب وكالة رويترز للأنباء فأن المالكي وجه أصابع الاتهام إلى منظمة القاعدة التي اتهمها بالوقوف وراء اختطاف وقتل رحو [39]، شاركه في ذلك الرئيس العراقي جلال طالباني في رسالة تعزية بعثها للبابا بينيدكتوس السادس عشر ورد فيها أيضاً: «إننا إذ نعزيكم من أعماق أفئدتنا المفجوعة، نؤكد لكم بأن المجرمين لن يتمكنوا من غرس نبتة البغضاء والفتن، وان المسيحيين، العراقيين الإصلاء، سيبقون يعملون مع أشقائهم من المسلمين وأبناء الطوائف والديانات الأخرى من اجل استئصال منابت الكراهية والفرقة، وترسيخ وشائج الإخوة والمحبة والوئام.». كما أدان رجال دين عراقيون من الأديان والمذاهب المختلفة مقتل المطران بولص.[40]
- وصف الرئيس الأمريكي جورج بوش ما حدث «بالعمل الحقير».[41]
- وأعرب وزير الخارجية البريطانية ديفيد بيليماند عن صدمته إزاء حادث مقتل المطران رحو واعتبره عمل جبان. وقال بأن العراق لن ينعم بالسلام إن لم تعمل القيادات السياسية والإثنية والدينية معاً بسلام.[42]
- واستنكر عمرو موسى أمين عام الجامعة العربية في بيان صدر عنه مقتل المطران رحو واصفاً ماحدث بالجريمة النكراء معرباً عن أمله بأن تتحسن الأوضاع في العراق.[43]
- كذلك استنكرت الخارجية الفرنسية بشدة «مقتل» المطران رحو وقدمت تعازيها لأسرته ولبطريرك الكنيسة الكلدانية الكاثوليكية معلنة تضامنها مع مسيحيي العراق وقالت في بيانها «إزاء العنف الذي يدمي هذا البلد يوميا، تذكر فرنسا بأنه لابد من أن تجد كافة الطوائف مكانتها في عراق ديمقراطي ومسالم يضمن لكل واحد الحريات المدنية وحرية العبادة».[44]
- وأدانت الحكومة الأردنية أيضاً مقتل رحو على لسان وزير الدولة لشؤون الاعلام والاتصال ناصر جودة متمنية أن لا يؤثر ذلك على مسيرة المصالحة العراقية، بينما اعتبر الأمير الحسن بن طلال ما وصفه باغتيال المطران «جريمة بشعة وطعنة لكل القيم السماوية والإنسانية».[45]
- واعتبر ماسيمو داليما وزير الخارجي الإيطالي في بيان نشرته وزارته أن ما حدث للمطران «حدث جلل يعكس وحشية في اللاتسامح» مندداً بمقتله ومؤكداً وقوف بلاده إلى جانب الشعب العراقي والكنيسة الكاثوليكية.[46]
- وفي تصريح أدلى به لصحيفة إل كوريري ديلا سيرا قال الكاردينال ريناتو مارتينو رئيس المجلس البابوي للعدالة والسلام «لو لم تشن الحرب على صدام حسين لما كنا الآن ننتحب على موتانا» وأضاف بأن تلك الحرب التي أُريد منها احتواء التوجهات المعادية للعالم الغربي أساءت كثيراً لمسيحيي العراق الذين اعتبروا من قبل الجماعات المتطرفة «طابور خامس» وبات وجودهم التاريخي في العراق مهدداً على حد وصفه.[47]

### التحقيق
ذكرت وكالة الأنباء الإيطالية (آكي) في مساء اليوم الذي عثر فيه على جثمان المطران بولص رحو بأن مصدر من مطرانية الموصل صرح لها بأن قضية وفاة المطران لا تزال غامضة، فبعد فحص الجثة في الطب الشرعي وجد أنها لم تكن تحمل أي ندبات أو أي أثر لفعل عنيف وتقرر بأن الوفاة حدثت لأسباب طبيعية دون التمكن بعد من تحديد وقتها بشكل دقيق. وأفصح المصدر عن المكان الذي عثر فيه على جثمان المطران وهي منطقة مطاحن بالقرب من الحي الصناعي في مدينة الموصل (على طريق أربيل)، وتمكن موظفو الكنيسة من بلوغ المكان بعد أن أعطاهم الخاطفين وصفاً دقيقاً له، وأشار نفس المصدر إلى أن تلك المنطقة كانت تحت مراقبة الأجهزة الأمنية منذ أربعة أيام.
لم تكشف بشكل رسمي ملابسات القضية وفيما إذا كان المطران قد مات قتلاً أو لأسباب أخرى إلا أن رئيس الحكومة العراقية نوري المالكي عامل الموضوع وكأنه جريمة قتل، واتهمت السفارة الأمريكية في بغداد والجيش الأمريكي تنظيم القاعدة بالوقوف وراء كل شيء. غير أن بعض المسؤوليين السياسيين المسيحيين في الموصل وجهوا أصابع الاتهام إلى أطراف كردية في الإيعاز بعملية الخطف والقتل ويتفق معهم في ذلك ذوي المطران بسبب ما وصفوه «دعمه للوحدة الوطنية ورفضه للمطامع التوسعية للأكراد في المنطقة».
وفي شهر أيار/مايو 2008 حكمت محكمة عراقية بالإعدام على أحمد علي أحمد - المكنى أبو عمر متهمة بتهمة قتل المطران بولص فرج رحو، وقد وصف أبو عمر بأنه أحد قادة تنظيم القاعدة في بلاد الرافدين. غير أن هذا الخبر لم يقابل بالترحيب من قبل أوساط دينية وسياسية وثقافية مسيحية، حيث تم التشكيك بصحة إدعاءات الحكومة العراقية المتعلقة بإلقاء القبض ومحاكمة وإعدام القاتل. فقد وصف سكرتير المجلس القومي الكلداني ضياء بطرس الرواية الحكومية بأنها «مبهمة وغير واضحة»، واعتبرها «قصة فبركتها الحكومة العراقية في سياق العملية العسكرية في الموصل لحشد الدعم الشعبي ولتطمين المسيحيين في العراق من انها لا تتقاعس في حمايتهم». من جانبها عبرت السفارة الأمريكية في بغداد عن رضاها بقرار المحكمة بإعدام «أبو عمر»، ومدحت السلطات العراقية لانزالها العقاب «العادل» بمرتكب الجريمة، مقدمةً تعازيها إلى عائلة المطران وكنيسته.

## وصلات داخلية
- الهجمات على المسيحيين في الموصل سنة 2008
- المسيحية في العراق
- الكنيسة الكلدانية الكاثوليكية